# Mark Walker
Bradley Mark Walker (Dothan, 20 maggio 1969) è un politico statunitense, membro della Camera dei Rappresentanti per lo stato della Carolina del Nord dal 2015 al 2021.

## Biografia
Nato in Alabama, Walker crebbe in Florida e in Texas e si trasferì nella Carolina del Nord da adulto.
Dopo gli studi, Walker venne ordinato pastore battista.
Entrato in politica con il Partito Repubblicano, nel 2014 si candidò alla Camera dei Rappresentanti per il seggio lasciato dal deputato Howard Coble. Nelle primarie arrivò secondo e avanzò al ballottaggio, dove riuscì a vincere ottenendo così la nomination repubblicana. Successivamente sconfisse anche l'avversaria democratica e divenne deputato.
Riconfermato per altri due mandati, nel 2020 annunciò il proprio ritiro dopo che il suo distretto congressuale fu ridisegnato per ordine della magistratura e reso più favorevole all'elettorato democratico. Fu succeduto da Kathy Manning.